# Perissus parvulus
Perissus parvulus – gatunek chrząszcza z rodziny kózkowatych i podrodziny kózkowych (Cerambycinae).
Gatunek ten został opisany w 1906 roku przez Charlesa Josepha Gahana.

## Opis
Ciało długości od 5 do 8 mm i szerokości od 1 do 2 mm. Podstawowe ubarwienie czarniawo brązowe, niekiedy urozmaicone rudobrązowym. Kilka pierwszych członów czułków barwy ceglastej, a reszta ciemnobrązowej. Siódmy człon stopniowo pogrubiony. Przedplecze pośrodku tak szerokie jak nasada pokryw, zwężone ku podstawie i bardzo słabo ku przodowi, nie dłuższe niż pośrodku szerokie, gęsto punktowane, bardzo wąsko obrzeżone żółtym owłosieniem na krawędzi przedniej i bokach nasadowej. Tarczka koloru żółtego. Pokrywy o nasadzie żółtej i z dwoma żółtymi, dość wąskimi przepaskami. Pierwsza, skośno-poprzeczna, położona jest nieco przed środkiem, zwęża się i nieco zakrzywia ku przodowi na wewnętrznym końcu, nie sięgając szwu pokryw. Druga, bezpośrednio poprzeczna, położona za środkiem tak daleko jak pierwsza przed nim, rozszerza się stopniowo ku szwowi, sięgając go. Na ciemnobrązowym spodzie ciała obecne kropki żółtego owłosienia zlokalizowane na episternitach śródtułowia, zatułowia i po bokach pierwszych dwóch segmentów odwłoka. Stopy tylnych odnóży o pierwszym członie dłuższym niż pozostałe razem wzięte.

## Biologia i ekologia
Wśród znanych roślin żywicielskich larw tego chrząszcza wymienia się Cupressus lawsoniana i Pinus patula.

## Rozprzestrzenienie
Owad ten jest endemiczny dla Sri Lanki. Podawany był z dystryktów Dikoya, Kandy i Matale.